# 鶴川村
鶴川村（つるかわむら）は、かつて東京都南多摩郡に存在した村である。1958年（昭和33年）、近隣の1町2村との合併により町田市となり廃止された。

## 概要
現在の町田市の町名では金井町、金井、金井ヶ丘、藤の台、薬師台、野津田町、小野路町、鶴川、大蔵町、能ヶ谷、広袴町、広袴、真光寺町、真光寺、三輪町、三輪緑山にほぼ相当する。
現在でも町田市ではこの旧村域を「鶴川地域」「鶴川地区」としているほか、「鶴川」という町名として、また「鶴川市民センター」や「鶴川中学校」のように、施設や学校名にその名を残している。　

## 村長
- 井上吉之助　1889年6月〜1891年5月
- 神蔵喜六　1891年5月〜1892年1月
- 井上吉之助　1892年7月〜1893年7月
- 榎本次郎　1893年10月〜1894年2月
- 須坂緝作　1894年3月〜1901年4月
- 斉藤周次郎　1901年5月〜1901年6月
- 河合充之助　1901年8月〜1909年9月
- 中溝五郎　1909年9月〜1916年7月
- 神蔵寿左　1916年9月〜1930年5月
- 石阪敬義　1930年7月〜1934年7月
- 須坂緝作　1934年7月〜1938年7月
- 橋本綽　1938年8月〜1946年5月
- 小島海三　1947年4月〜1951年4月
- 金子良助　1951年4月〜1958年1月

## 歴史

### 名称の由来
鶴川村を構成した8つの村がすべて鶴見川水系であったことから。

### 沿革
- 1889年（明治22年）4月1日 - 町村制施行により、金井村、野津田村、小野路村、大蔵村、能ヶ谷村、広袴村、真光寺村、三輪村が合併して神奈川県南多摩郡鶴川村が成立。
- 1893年（明治26年）4月1日 - 三多摩が神奈川県から東京府へ移管。東京府南多摩郡鶴川村となる。
- 1927年（昭和2年）4月1日 - 小田急線鶴川駅が開業。
- 1943年（昭和18年）7月1日 - 東京都制により、東京都南多摩郡鶴川村となる。
- 1958年（昭和33年）2月1日 - 町田町、忠生村、堺村と対等合併、町田市となる。

## 地理
- 鶴見川
- 薬師池

## 交通

### 鉄道路線
- 小田急電鉄
  - 小田急小田原線
    - 鶴川駅

### 道路
- 鶴川街道、鎌倉街道

## ゆかりの有名人
- 青木昌吉
- 東江一紀
- 畦地梅太郎
- 石川桂郎 - 1946年から鶴川村能ヶ谷に居住し、以降その地で過ごした。
- 石阪丈一
- 石坂昌孝
- 市川治
- 伊藤公介
- 伊藤俊輔 (政治家)
- 伊藤整[5]
- 井上友一郎[6] - 1945年6月から9月まで真光寺村の榎本紋平方に疎開[7]。
- 今井邦子[6]
- 江坂彰
- 榎本勝起
- 大蔵弥右衛門
- 大迫傑
- 岡田宏明
- 生越忠
- かがわあつこ
- 神蔵器
- 神近市子[6]
- 河上徹太郎 - 1945年5月25日の東京大空襲で焼け出されてから2年間、鶴川村の白洲邸に寄寓。
- 川口武彦
- 木下晋
- 国広富之
- 黒川智花
- 小池要之助
- 古賀浩靖
- 小島鹿之助
- 小山貴博-イラン研究者、函館大谷短期大学助教
- 近藤等則
- 斎藤澪
- 定松正
- 柴田徳次郎 - 戦後C級戦犯とされ公職追放を受けてから7年間居住していた。
- 白洲次郎 - 1940年に鶴川村能ヶ谷の古い農家を購入し、疎開した。
- 白洲正子 - 白洲次郎の妻で、随筆家。
- 新庄哲夫
- 関根花観
- 醍醐直幸
- 高木一彦（国語学）
- 竹田青嗣
- 谷原章介[8]
- 千坂恭二
- 土岐田洸平
- 戸羽太
- 内記良一
- 中村幸安
- 中山秀征
- 西山由之
- 根本博 - 大日本帝国陸軍及び中華民国陸軍の軍人。現在の能ヶ谷に居住していた。
- 芳賀舞波
- 早坂一郎
- 樋笠数慶
- 土方正巳
- 姫田忠義
- 福田和香子
- 星野晃一
- 細川護貞 - 鶴川村真光寺町に別荘があった。
- 堀越増興
- 松田幸雄
- 三浦建太郎
- 三浦公亮
- 溝江明香
- 村手義治
- 村野常右衛門
- 森野宗明
- 柳兼子
- 柳宗理
- 山内あゆ
- 山内豊徳 - 1987年3月から死去まで薬師台在住。
- 山田卓也
- 山中桂一
- 渡辺茂（音楽評論家）